# Phare du cap Ténès
Le phare du cap Ténès est un phare d'atterrissage situé à une encablure du port de Ténès, à l'Est, au pied du mont Sidi Merouane. Construit en 1861, il est le plus ancien phare d'Algérie.

## Historique
Il semble qu'avant la colonisation seuls quelques rares fanaux rudimentaires étaient placés aux abords des abris qui servaient de refuge aux vaisseaux barbaresques; tel le fanal ordinaire situé sur la haute tour du Penon d'Alger. Dès les premières années de la conquête des feux plus efficaces furent installés aux points les plus caractéristiques. C'est ainsi qu'en  1834, les Français installent à la place du fanal d'Alger un appareil consistant en un feu fixe surmonté d'une couronne tournante portant 8 lampes avec réflecteurs disposées de manière à réaliser un feu à éclipses de 30 secondes en 30 secondes.
Le premier rapport officiel traitant de l'éclairage des côtes algériennes est un rapport de la Commission Nautique de l'Algérie de 1843 qui établit un rapport complet "des améliorations à apporter aux feux existants, des feux à établir immédiatement, des feux à établir par la suite".
Son exécution s'échelonna sur plusieurs années, avec les modifications imposées par les progrès de la technique et le développement de la navigation et dont les principales furent décidées par la Commission des Phares de 1861.
Les travaux du phare de Ténès débutèrent en 1861 et l'éclairage eut lieu le 15 septembre 1865.
Les appareils ont été modifiés périodiquement entre 1860 et 1900. Les plus notables de ces améliorations consistèrent en la substitution de l'huile minérale par l'huile végétale en 1881 puis, par l'adoption de certains feux de lampe à niveau constant.
En 1902, nouveau programme d'amélioration de l'éclairage côtier par la mise en place d'une Commission Nautique Spéciale qui adopte un programme de réalisations prévoyant entre autres la substitution aux feux fixes existants de feux à éclats ou à occultataions avec ou sans secteurs colorés.  Programme qui fut entièrement réalisé de 1904 à 1908 à l'exception de  la jetée Nord du port d'Alger.
L'électrification des feux principaux et des feux de ports fut poursuivie activement depuis la mission scientifique en Algérie, en 1924, de l'Ingénieur en chef du Service Central des Phares.
En outre quatre radiophares ont été mis en service; au phare de l'Amirauté à Alger (1931), au Cap de l'Aiguille (1938), au Cap Caxine (1938) et au Cap Matifou (1942). Les services techniques ont également prévus l'établissement dans des délais rapprochés de quatre ouvrages supplémentaires au Cap Ténès, au Cap Bengut, au cap Bougaroun et au Cap de Garde.

## Caractéristiques
Le phare est construit sur l'extrémité ouest du Cap Ténès. L'accès s'effectue par une route sinueuse à 15 km à l'est de la ville de Ténès.
Tour carrée en pierre de taille de 31,50 m de hauteur. Chaînes d'angles en maçonnerie de pierres apparentes sur un bâtiment rectangulaire en forme de H composé de trois logements et chambre pour le personnel de passage. Sur la tour, lanterne à entretien intérieur.
Le phare culmine à 94,50 m du niveau de la mer. Il est dominé par le sémaphore situé quelques centaines de mètres au-dessus, construit en 1903 et aujourd'hui occupé par la marine algérienne, et par un poste optique datant de 1892. Le poste optique construit à 590 m alors que le cap culmine à 642 m permettait de communiquer par temps clair avec celui du Chenoua.
C'est un phare d'atterrissage de premier ordre muni d'un feu blanc à deux éclats en 10 secondes, de 29 milles nautiques de portée, soit 54 km environ qui domine toute la partie ouest du littoral de la wilaya de Chlef.

## Bibliographie

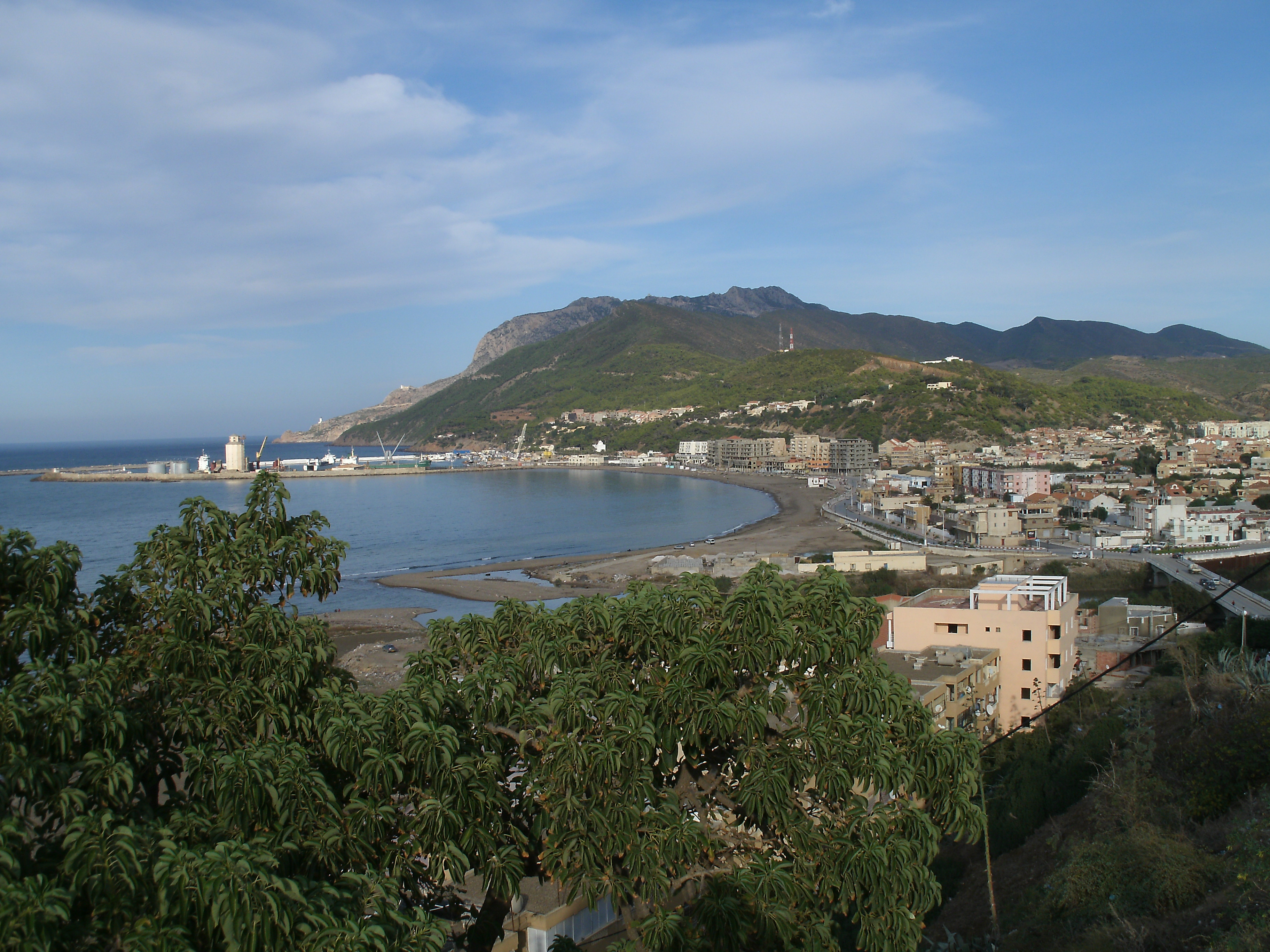
Situation du phare de Ténès